# 불침묘 샘
불침묘 샘(Unsinkable Sam, 1941년 이전? ~ 1955년)은 제2차 세계 대전 당시 독일 전쟁해군과 영국 왕립해군의 군함에 탑승했던 쉽캣이다. 샘이 탑승했던 군함은 총 세 척이며, 그 세 척이 모두 침몰했으나 샘은 끝까지 살아남았다.
샘이 독일군 고양이였을 시절 이름이 "오스카"라고도 알려져 있지만 이는 사실이 아니다. 비스마르크가 침몰하여 영국 구축함 코사크에게 구출되기 전 샘의 원래 이름이 무엇이었는지는 알 수 없다. 오스카라는 이름은 샘이라는 이름이 붙기 전 코사크 승조원들, 즉 영국 해군 수병들이 붙인 이름으로, 통화표 음성문자에서 알파벳 "O"에 해당한다. 이때 O는 선상 추락사고(Man Overboard)를 의미하는 신호이다.